# Ari Vatanen
Ari Vatanen (Tuupovaara, 1952. április 27. –) finn autóversenyző, 1981 ralivilágbajnoka, négyszeres Dakar-rali győztes. 1999–2009 között az Európai Parlament tagja.

## Pályafutása
Vatanen Kelet-Finnországban, Tuupovaara városában született. Profi karrierjét 1970-ben kezdte, 1981-ben már világbajnok egy Ford Escort RS1800 volánja mögött. Négy Dakar győzelmet szerzett, ebből hármat (1987, 1989, 1990) a Peugeot csapattal, utolsót pedig (1991) a Citroën együttesével. Főszereplésével készült a Climb Dance című híres rövidfilm, amelyet az 1988-as Pikes Peaki hegyi versenyen vettek fel, Coloradóban.

### WRC győzelmei
|    | Rali                                   | Év   | Navigátor      | Autó                 |
| -- | -------------------------------------- | ---- | -------------- | -------------------- |
| 1  | 27th Acropolis Rally                   | 1980 | David Richards | Ford Escort RS1800   |
| 2  | 28th Acropolis Rally                   | 1981 | David Richards | Ford Escort RS1800   |
| 3  | 3º Marlboro Rallye do Brasil           | 1981 | David Richards | Ford Escort RS1800   |
| 4  | 31st 1000 Lakes Rally                  | 1981 | David Richards | Ford Escort RS1800   |
| 5  | 31st Marlboro Safari Rally             | 1983 | Terry Harryman | Opel Ascona 400      |
| 6  | 34th 1000 Lakes Rally                  | 1984 | Terry Harryman | Peugeot 205 Turbo 16 |
| 7  | 26º Rallye Sanremo                     | 1984 | Terry Harryman | Peugeot 205 Turbo 16 |
| 8  | 33rd Lombard RAC Rally                 | 1984 | Terry Harryman | Peugeot 205 Turbo 16 |
| 9  | 53ème Rallye Automobile de Monte-Carlo | 1985 | Terry Harryman | Peugeot 205 Turbo 16 |
| 10 | 35th International Swedish Rally       | 1985 | Terry Harryman | Peugeot 205 Turbo 16 |